# Ammuta (Kareda)
Ammuta – wieś w Estonii, w prowincji Järva, w gminie Kareda.